# Strøghus Teatret
Strøghus Teatret var et mindre teater beliggende på Frederiksberggade 28 på Strøget i København fra 1975 til 1981. 
Teatret blev grundlagt af Inger Rauf i 1975. Det blev indrettet i et tidligere butikslokale og fik plads til 213 gæster. Repertoriet var nyskabende, ikke mindst takket være Raufs samarbejde med Birgitte Price. Fra 1976 var teatret medlem af Den storkøbenhavnske Landsdelsscene, hvilket betød at Strøghus Teatret i lighed med de øvrige teatre fik stillingen som teaterleder genbesat i 1980. Ny leder blev Ebbe Langberg. Inger Rauf vendte tilbage til Boldhus Teatret, og allerede i 1981 lukkede Strøghus Teatret. Aktiviteterne blev flyttet til Rialto Teatret.